# Elisabeth Bas

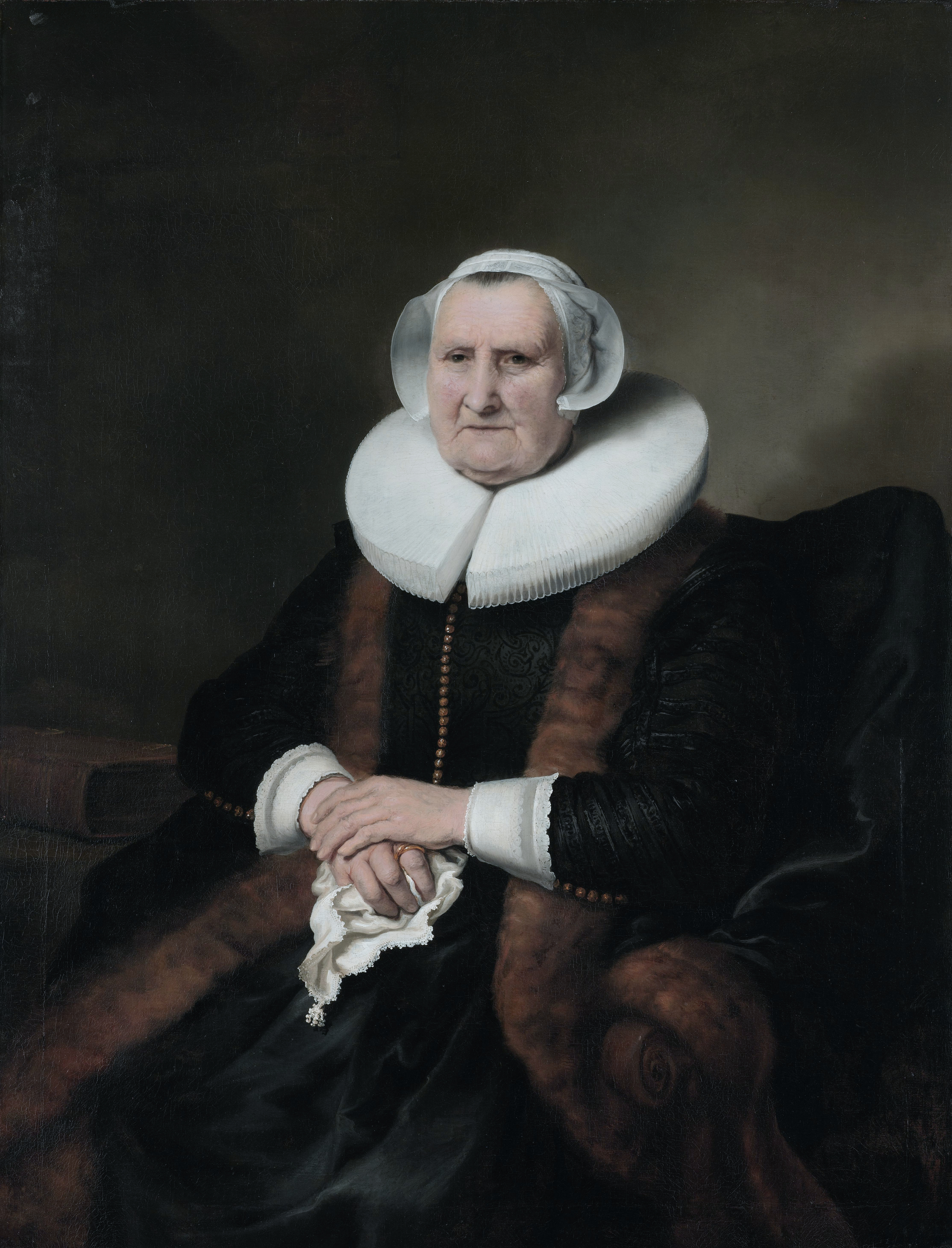
Portret van een oude dame, mogelijk Elisabeth Bas (ca.1640-1645), toegeschreven aan Ferdinand Bol

Elisabeth Jacobsdr Bas (Kampen (?), 1571 - Amsterdam, 2 augustus 1649) was een Nederlands herbergierster. Zij was sinds 1627 de weduwe van Jochem Heijndricksz. Swartenhondt (1566-1627) en is bekend geworden door een naar haar vernoemd schilderij en sigarenmerk.
Haar echtgenoot was kapitein, en later admiraal, bij de marine en een held sinds zijn tocht naar de kust van Noord-Afrika, waar hij slag leverde met de Barbarijse zeerovers.
Daarna kocht Swartenhondt op 7 april 1606 samen met zijn vrouw in Amsterdam een taveerne of logement, genaamd de Prince van Orangien. De vorige eigenaar was Jan Claesz. Spiegel. De herberg was gevestigd op de hoek van de Nes en de Pieter Jacobszstraat en werd goed bezocht door politici, kunstenaars en schrijvers. De herberg is ook gebruikt als de stad grond in de verkoop bracht. Na de dood van haar man zette Elisabeth Bas de zaken voort. Ze werd rijk en liet het aanzienlijke kapitaal van 28.000 gulden na.
Het echtpaar had vijf kinderen. Vier van hen stierven eerder dan hun moeder. De oudste dochter, Maria, had drie kinderen toen zij in 1631 overleed. Elisabeth, als grootmoeder, nam de opvoeding over. Een van deze kleinkinderen, Maria Rey, gaf later opdracht om een portret van haar te schilderen.

## Schilderij
Een portret van Elisabeth Bas waarvan men lange tijd aannam dat Rembrandt het geschilderd had, werd als 'beeldmerk' voor het sigarenmerk Elisabeth Bas gekozen. 
In 1911 begon men te twijfelen over de werkelijke maker van het schilderij. De Rembrandtkenner Abraham Bredius was van mening dat het moest worden toegeschreven aan Rembrandts leerling Ferdinand Bol. De verzamelaar en kunsthistoricus Cornelis Hofstede de Groot (1836-1930) vond dat een absurd idee. Het meningsverschil tussen de twee mannen liep hoog op. Tegenwoordig wordt het schilderij inderdaad toegeschreven aan Ferdinand Bol.
Gero had een bestekset geïnspireerd op tafelzilver uit de Gouden Eeuw onder de naam Elisabeth Bas. In de advertenties prijkte ditzelfde schilderij in de vooroorlogse damesbladen.